# Graf van Ed. Hoornik
Het Graf van Ed. Hoornik is een artistiek kunstwerk op begraafplaats De Nieuwe Ooster in Amsterdam-Oost. Het bevat een reliëf en dichtregel.
Ed. Hoornik overleed op 1 maart 1970 en werd begraven op De Nieuwe Ooster. Zijn graf werd voorzien van een gedenkplaat, waarop een vis met mensenkop is afgebeeld. Het is een verwijzing naar zijn gedicht De vis. Boven de vis staat namelijk een deel van de tekst van dat gedicht: 
O dag, dek hem toe met je vrede, laat hem slapen, zolang als hij kan.
De vis, afkomstig van zijn dichtbundel De vis. Gevolgd door in den vreemde is afgebeeld in een plaat waarin een kommetje is aangebracht. Het zou volgens Het Parool uit 1989 gaan om een vogelbadje, Hoornik was dierenliefhebber. Bedoeld of onbedoeld zorgt het vogelbadje ervoor dat de vis altijd deels onder water staat. De steen is ontworpen door de latere politicus Edo Spier, maar toen architect. Op zijn begrafenis droeg J. Bernlef, echtgenoot van dochter Eva Hoornik een gedicht voor.

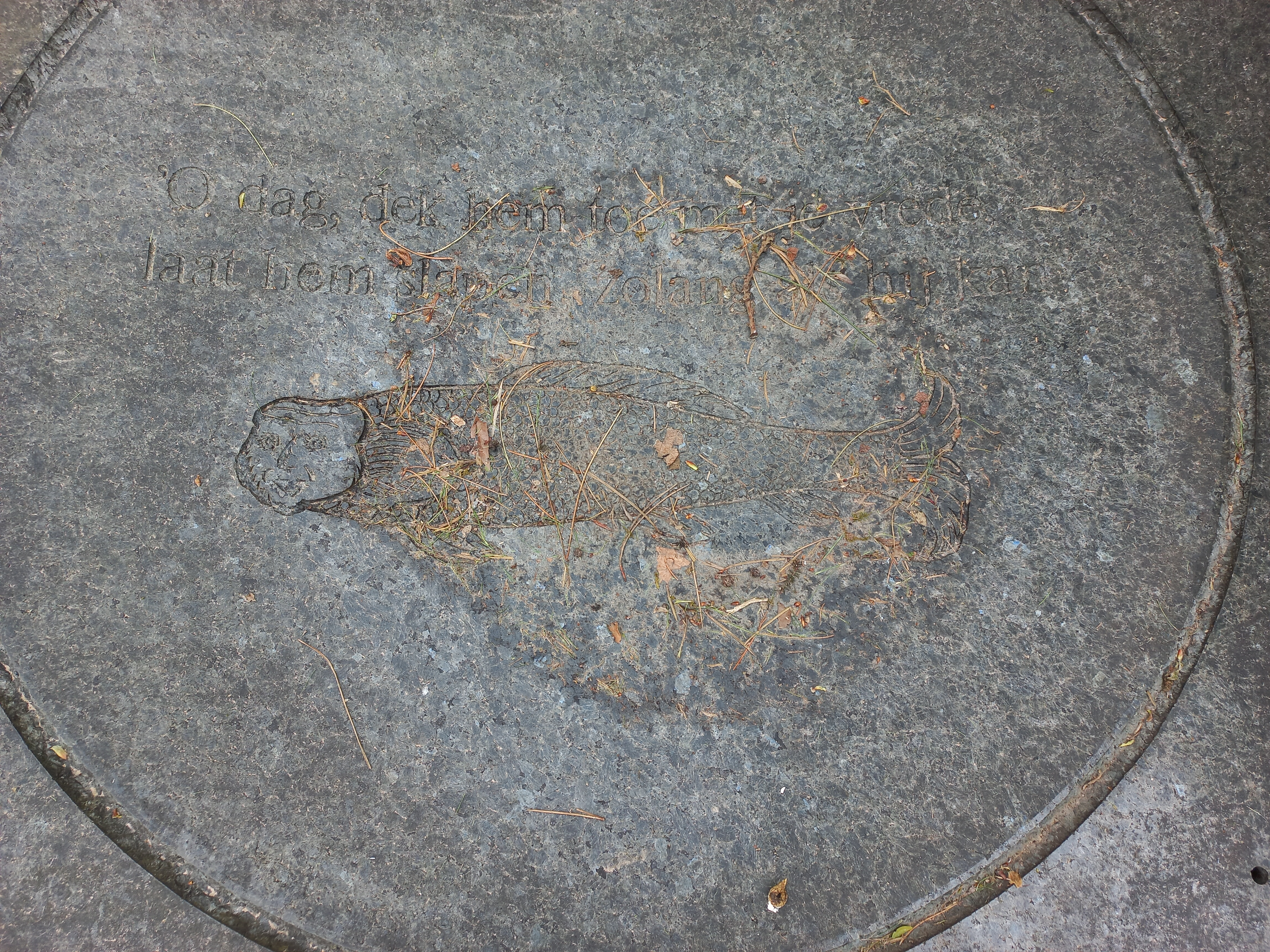
Vogelbadje met tekst en vis (april 2022)